# Upjohn

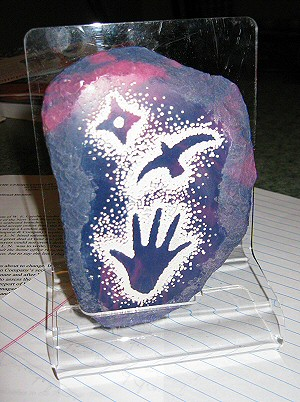
Il Logo di Pharmacia & Upjohn dal 1995

La Upjohn o The Upjohn Company è stata una società ad azionariato diffuso con sede a Kalamazoo, nello stato del Michigan in USA, fondata nel 1886 dal Dott. William E. Upjohn e tre suoi fratelli. È stata una delle più grandi produttrici di innovativi farmaci etici degli Stati Uniti. Azienda multinazionale riconosciuta come leader mondiale nello sviluppo di farmaci per il trattamento di malattie del sistema nervoso centrale, disturbi infiammatori/infettivi ed endocrinologici, nel suo massimo sviluppo ha avuto 18.960 dipendenti dislocati nelle varie filiali del mondo. Dal 2021 diviene Viatris.

## Storia

### Origini

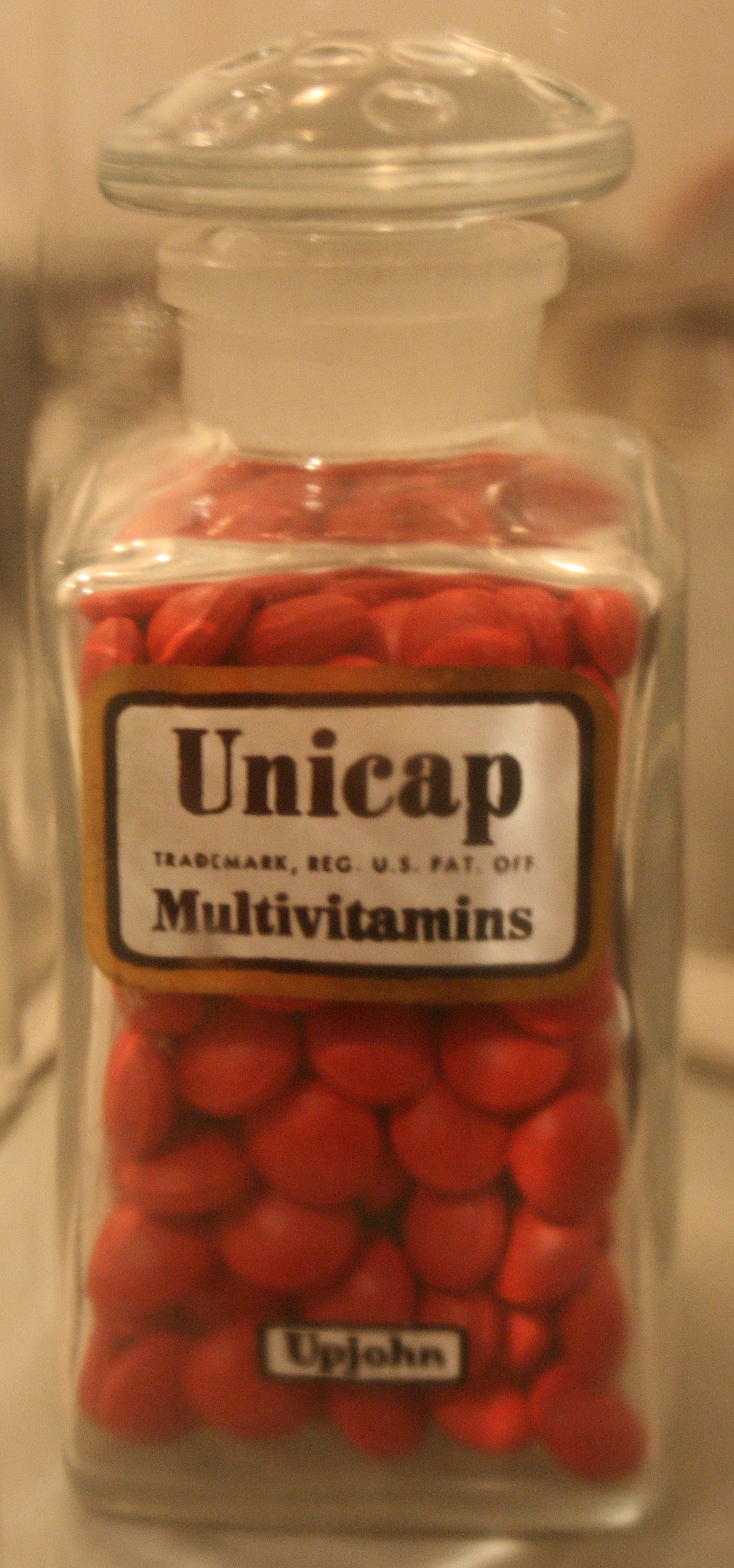
Unicap, uno dei primi preparati della Upjohn

L'azienda nasce nel 1886, quando William Erastus Upjohn fonda la "The Upjohn Pill and Granule Company of Kalamazoo, Michigan" (USA) dopo aver, l'anno prima, brevettato un metodo per rendere friabili le compresse.

### XX secolo
Nel 1902 l'azienda prende il nome di "The Upjohn Company", con cui è stata conosciuta fino alla sua scomparsa.
L'8 ottobre 1932, all'età di 79 anni, muore il suo fondatore W. E. Upjohn.
Il nipote dott. Lawrence Northcote Upjohn sarà il successore del fondatore fino al 1953, anno del suo ritiro. Il figlio Everett Gifford Upjohn resse l'azienda fino alla quotazione pubblica alla borsa di New York del 1958, anno in cui diventa una società ad azionariato diffuso.
Nel 1967 l'azienda crea la nuova figura professionale del Medical science liaison, con il ruolo prevalente di contattare gli Opinion leader delle aree terapeutiche di interesse aziendale.
A tutto il 1992 la The Upjohn Company era presente con sue filiali nei seguenti paesi del mondo: Argentina, Australia, Brasile, Belgio, Canada, Cile, Colombia, Inghilterra, Francia, Grecia, Guatemala, Indonesia, Italia, Giappone, Corea, Messico, Antille olandesi, Panama, Filippine, Portogallo, Sudafrica, Spagna, Svezia, Taiwan, Tailandia, Venezuela e Germania.
Prima della fusione con la Pharmacia AB la The Upjohn Comp. aveva 200 filiali nel mondo con circa 16900 dipendenti.

### Epilogo

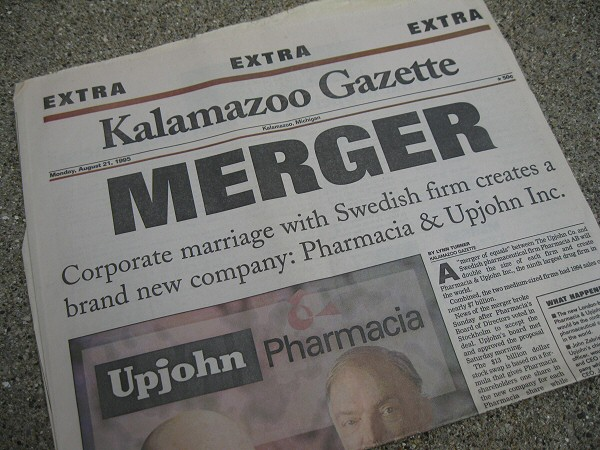
Il Kalamazoo Gazzette annuncia il merger Upjohn&Pharmacia

L'azienda cessa di esistere come azienda autonoma nel 1995 a seguito della fusione societaria con il gruppo svedese Pharmacia AB, diventando Pharmacia & Upjohn. Successivamente nel 1999, a seguito di un'ulteriore fusione con la Searle di Monsanto, diventa Pharmacia, infine viene acquisita nel 2002 da Pfizer per 52,5 miliardi di euro.
Nel 2020, in seguito all'acquisto della Mylan da parte di Pfizer, viene incorporata in una nuova azienda denominata Viatris

## Farmaci prodotti

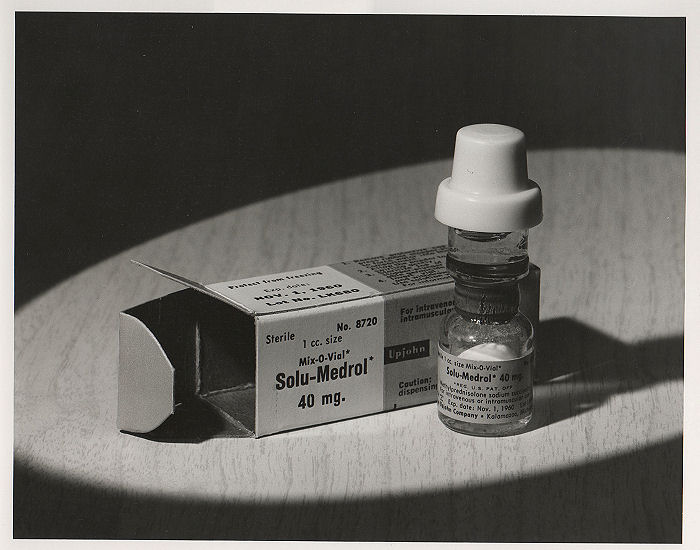
SoluMedrol 40 mg con fiala Mix-O-Vial

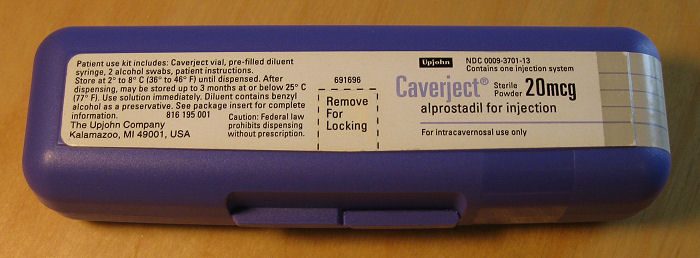
Confezione di Caverject 20 mcg

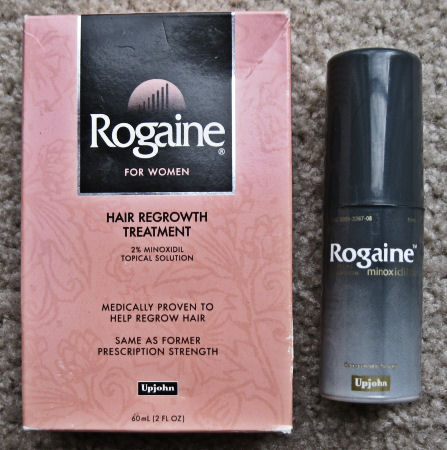
Il Rogaine (Regaine in Italia) per uso topico

Tra i suoi farmaci, frutto della ricerca aziendale, più noti si ricordano:
- Alprazolam (Xanax) Benzodiazepina ansiolitica
- Triazolam (Halcion) Benzodiazepina ipnotica
- Clindamicina (Cleocin e Dalacin) Antibiotico
- Lincomicina (Lincocin) Antibiotico
- Spectinomicina (Trobicin) Antibiotico
- Metilprednisolone (Medrol, SoluMedrol, DepoMedrol) corticosteroide prodotto nello stabilimento di Puurs in Belgio.[5]
- Medrossiprogesterone acetato (Provera, DepoProvera) ormone
- Citarabina (Aracytin) antileucemico
- Dinoprostone (Prepidil-gel) prostaglandina
- Prostaglandina E2 (Prostin E2) prostaglandina
- Alprostadil (Caverject e Prostin VR) prostaglandina
- Minoxidil (Rogaine e Loniten) Anticalvizie e antipertensivo
- Lazaroidi o 21-amino-steroidi